# Cemitério de Durlach

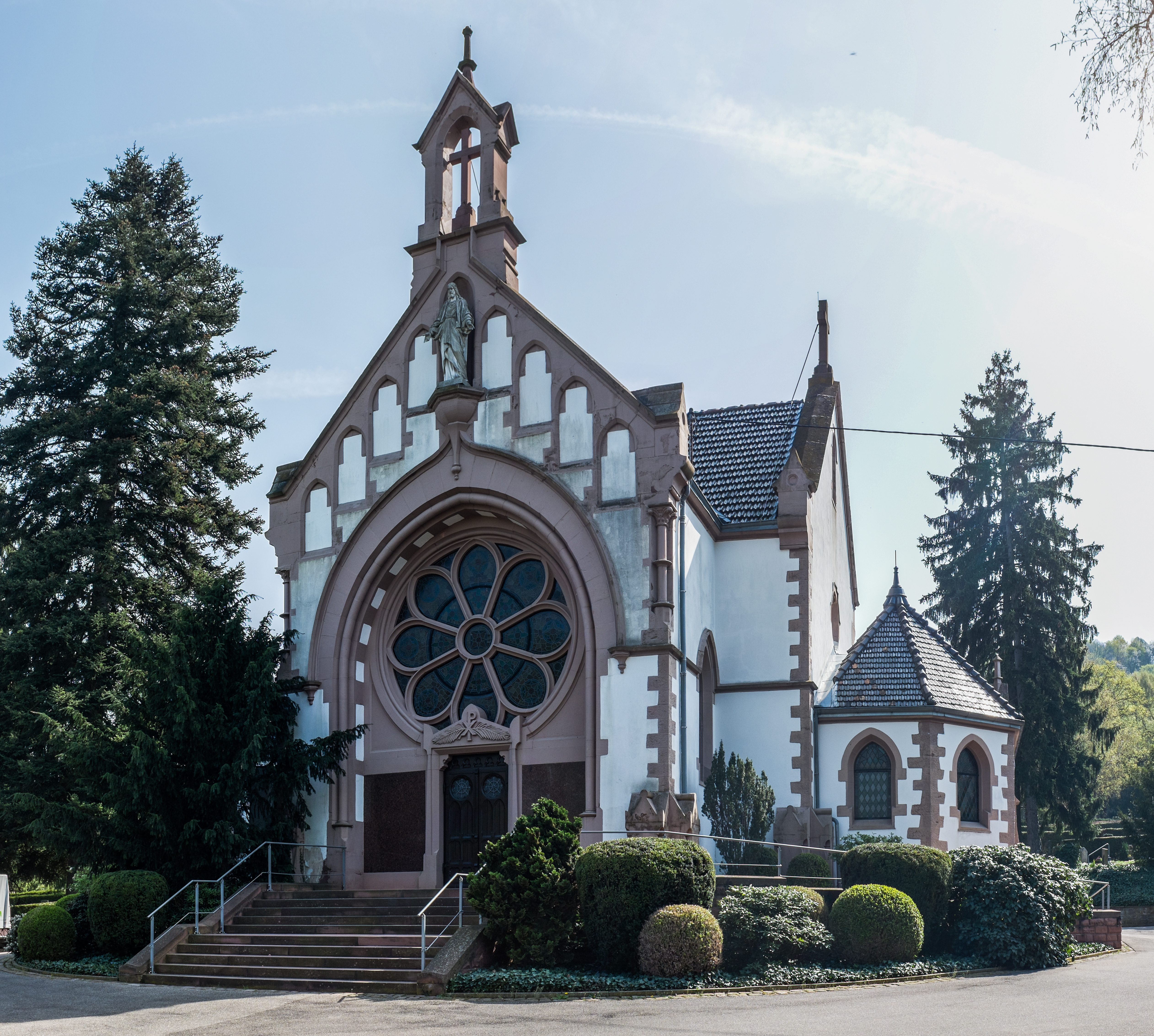
Capela do cemitério, vista frontal

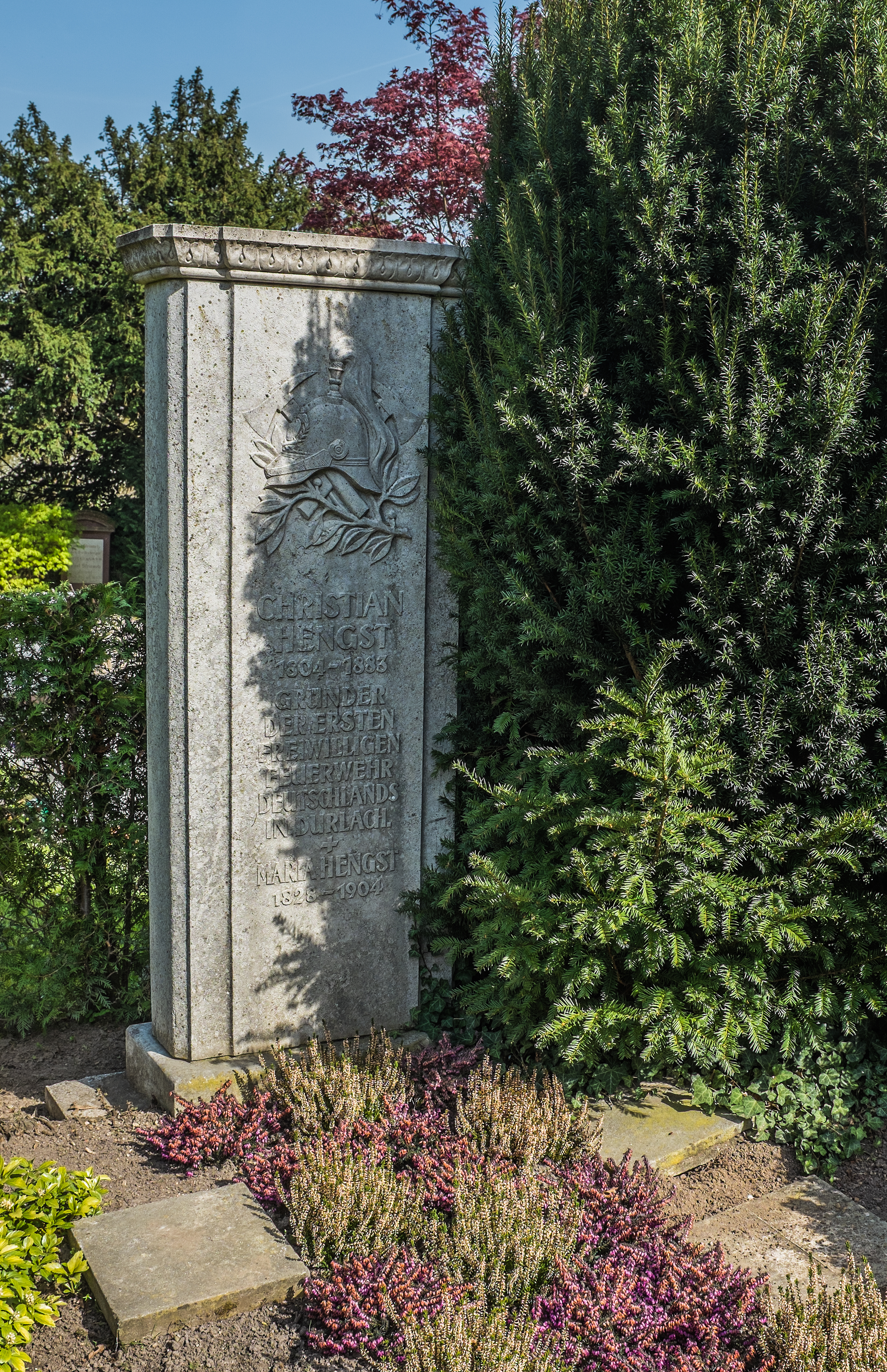
Sepultura de Christian Hengst

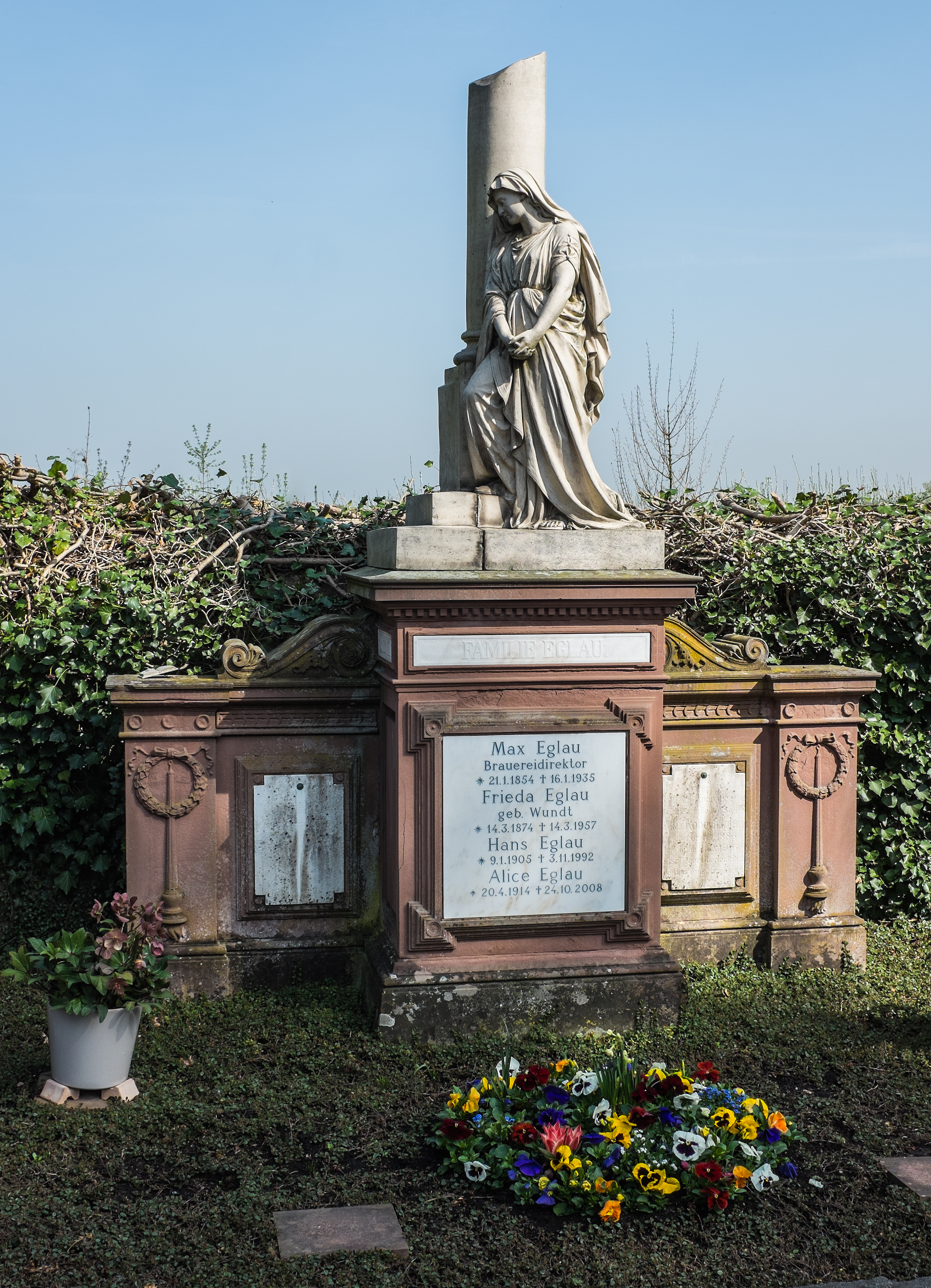
Sepultura da família do diretor de cervejaria Max Eglau

O Bergfriedhof Durlach é um cemitério da cidade de Karlsruhe no distrito de Durlach, localizado aos pés do Turmberg, que depois de diversas ampliações tem atualmente área de 7,6 hectares.
Quando o Alter Friedhof Durlach foi fechado no final do século XIX, foi então criado o atual cemitério de Durlach.
O portal do cemitério, a capela e diversas sepulturas estão tombados como patrimônio cultural.

## Sepultamentos
- Hermann Alker (1885–1967), arquiteto
- Christian Hengst (1804–1883), fundador de um dos primeiros bombeiros voluntários da Alemanha
- Erich Schelling (1904–1986), arquiteto
- Trude Schelling-Karrer (1919–2009), arquiteta